# Neotamias dorsalis
Tamias dorsalis (скельний бурундук) — це невелика кущистохвоста вивірка, яка зазвичай мешкає вздовж стін скель або валунних полів, що межують з ялівцево-смерековими лісами на заході США і в Мексиці (часто зустрічається на півночі від Аризони до Колорадо). Скелясті бурундуки дуже спритні, і їх часто можна побачити, коли вони лазять по стрімких скелях. Скелясті бурундуки не відкладають жир, як більш поширені ховрахи. Вони створюють схованки з їжею, які часто відвідують протягом холодних зимових місяців.

## Опис
Розмір бурундуків варіюється від 20 до 25 см, а важать вони в середньому 70 г. Ці малі створіння живуть до 12+1⁄2 років. Бурундуки мають коричневе забарвлення знизу і сіре ззаду, з білими смужками на мордочці.

## Спосіб життя
Скельні бурундуки живуть у різноманітних біотопах у межах свого ареалу, але зазвичай вони пов'язані зі скелями, валунами та осипами. Найпоширенішими місцями проживання є соснові та ялинові ліси, ялівцеві зарості та дубові гірські ліси. Вони часто живуть поблизу річкових долин і в чагарниках.
Вид веде денний спосіб життя і переважно живе на землі, але також може лазити по скелях, деревах і кущах. Тварини харчуються переважно травоїдною їжею частинами рослин, травами, плодами та насінням хвойних дерев. Як пристосуванці, вони також полюють на комах і дрібних хребетних. Однак основну частину їхнього раціону складає насіння, яке вони збирають у защічні мішечки, а іноді зберігають у тимчасових сховищах або в гнізді. Скельні бурундуки не впадають у сплячку і можуть бути активними цілий рік, хоча в погану погоду часто відступають до гнізда і можуть залишатися там деякий час. Тварини будують свої гнізда в ущелинах і нагромадженнях скель і є полохливими та обережними, тримаючись близько до своїх гнізд. Середня площа активності становить від 0,9 до 1,3 га. Іноді спостерігали групи самbwm, які разом добувають їжу. Спілкування відбувається за допомогою гавкоту.